# Sidi Boutmim
Sidi Boutmim  (in arabo سيدي بوتميم‎?) è un centro abitato e comune rurale del Marocco situato nella provincia di Al-Hoseyma, regione di Tangeri-Tetouan-Al Hoceima. Conta una popolazione di 9 988 abitanti (censimento 2014).